# Joseph Akl
Joseph Akl (Damour, 5 augustus 1936) is een Libanees rechtsgeleerde en diplomaat. Hij was ambassadeur in de DDR en Colombia en dient sinds 1996 als rechter van het Internationale Zeerechttribunaal.

## Levensloop
In 1961 voltooide Akl zijn studie rechten aan de Université Saint-Joseph in Beiroet en in 1962 promoveerde hij tot doctor op het gebied van publiekrecht aan de Sorbonne-universiteit in Parijs.
Van 1963 tot 1972 was hij docent publiekrecht aan de Université Saint-Joseph. Vanaf 1963 werkte hij voor het ministerie van Buitenlandse Zaken, waar hij aanvankelijk tot 1966 leider was van de consulaire dienst. Aansluitend was hij plaatsvervangend directeur van de afdeling voor internationale organisaties, conferenties en internationale verdragen, tot hij van 1972 tot 1978 lid werd van de diplomatieke staf in Washington D.C. Hierna werd hij opnieuw docent publiekrecht aan de Université Saint-Joseph voor de periode van 1978 tot 1982.
Van 1983 tot 1990 was Akl ambassadeur in de Duitse Democratische Republiek (DDR) en vervolgens van 1991 tot 1994 in Colombia. Op 1 oktober 1996 werd hij beëdigd tot rechter van het  Internationale Zeerechttribunaal in Hamburg, waarbij hij van 2005 tot 2008 ook diende als vicepresident.
Akl is onder meer lid van de American Society of International Law en de Société française pour le droit international.